# 圣纳博尔
圣纳博尔（法語：Saint-Nabord，法語發音：[sɛ̃ nabɔʁ] ⓘ）是法国大東部大區孚日省的一个市镇，属于埃皮纳勒区。

## 地理
圣纳博尔（48°2'58"N, 6°34'47"E）面积38.5 平方千米，位于法国大東部大區孚日省，该省份为法国东北部内陆省份，北起默兹省和默尔特-摩泽尔省，西接上马恩省，南至上索恩省和贝尔福地区省，东临上莱茵省和下莱茵省。
与圣纳博尔接壤的市镇（或旧市镇、城区）包括：普克瑟、勒瓦勒达若勒、贝尔方丹、埃卢瓦、普隆比耶尔莱班、拉翁欧布瓦、勒米尔蒙、圣艾蒂安-莱勒米尔蒙。

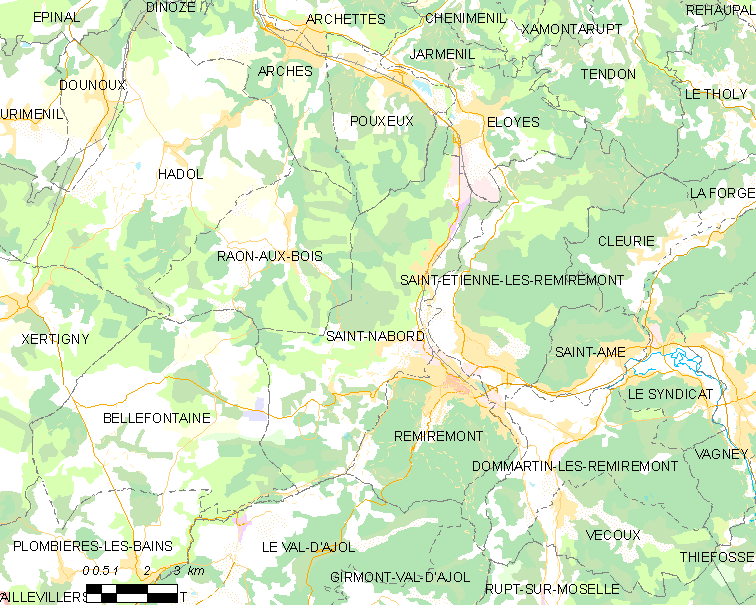
圣纳博尔的OSM定位图

圣纳博尔的时区为UTC+01:00、UTC+02:00（夏令时）。

## 行政
圣纳博尔的邮政编码为88200，INSEE市镇编码为88429。

## 政治
圣纳博尔所属的省级选区为勒米尔蒙县。

## 人口

1962-2008年间圣纳博尔人口变化图示

圣纳博尔于2022年1月1日时的人口数量为3983人。